# Katrin Cartlidge
Katrin Cartlidge (ur. 15 maja 1961 w Londynie, zm. 7 września 2002 tamże) – brytyjska aktorka filmowa i teatralna.

## Życiorys
Katrin Cartlidge urodziła się w Londynie. W dzieciństwie z powodu niezdiagnozowanej dysleksji była przeniesiona do klasy wyrównawczej. Ukończyła Parliament Hill School for Girls w Camden. Aktorstwa zaczęła się uczyć po wstąpieniu do Royal Court Youth Theatre.
Początkiem jej kariery filmowej była rola w serialu telewizyjnym Brookside (1982-1988). Równolegle z karierą telewizyjną występowała w Royal National Theatre oraz Royal Court Theatre. Punktem zwrotnym w jej karierze była rola w filmie Mike’a Leigh pt. Nadzy (1993). Rola Sophie została wysoko oceniona przez krytykę. U Mike’a Leigh ponownie wystąpiła w filmach: Współlokatorki (1997) oraz Topsy-Turvy (1999). Kolejnym ważnym filmem w jej karierze był Zanim spadnie deszcz w reżyserii Miłcza Manczewskiego. Wielką rolę, Dodo McNeill, stworzyła w filmie Larsa von Triera Przełamując fale z 1996 roku.
W 2002 miała zagrać w Dogville, z powodu opieki nad chorym ojcem zrezygnowała z roli (Lars von Trier zadedykował ten film jej pamięci). W 2001 wystąpiła w roli dziennikarki Jane Livingstone w nagrodzonym Oskarem filmie Ziemia niczyja (reż. Danis Tanović). Ostatnim filmem, w którym brała udział była ekranizacja BBC „Zbrodni i kary.
Zmarła nagle w Londynie 7 września 2002 roku, na posocznicę będącą skutkiem powikłań po zapaleniu płuc. Po jej śmierci została utworzona fundacja Katrin Cartlidge Fundation, której jednym z powierników jest Mike Leigh, zaś patronami są m.in. Lars von Trier, Charlotte Rampling, Emily Watson, Rowan Atkinson, David Thewlis i Stellan Skarsgård. Celem fundacji jest wyszukiwanie i wspieranie nowych twórców.

## Wybrana filmografia
- 2002: Zbrodnia i kara (Crime and Punishment)
- 2001: Z piekła rodem (From Hell)
- 2001: Ziemia niczyja (No Man’s Land)
- 2000: Przekleństwo wyspy (The Weight of Water)
- 2000: Hotel Splendide
- 1999: Topsy-Turvy
- 1999: Wiśniowy sad (The Cherry Orchard)
- 1998: Claire Dolan
- 1997: Współlokatorki (Career Girls)
- 1996: Saint-Exupery (Saint ex)
- 1996: Przełamując fale (Breaking the Waves)
- 1995: 3 kroki do nieba (3 Steps to Haeven)
- 1994: Zanim spadnie deszcz (Before the Rain, Przed deszczem)
- 1993: Nadzy (Naked)

## Nagrody
- 1998: Evening Standard British Film Awards – Najlepsza aktorka za rolę Wspólokatorki
- 1997: Robert – Najlepsza aktorka drugoplanowa za rolę w Przełamując fale
- 1997: Bodil – Najlepsza aktorka drugoplanowa za rolę w Przełamując fale